# Сицилия (остров)
Сици́лия (итал. и сиц. Sicilia [siˈtʃiːlja]) — крупнейший остров в Средиземном море, площадью 25 460 км² и населением в 5 015 569 человек (2011). Остров входит в автономный регион Италии Сицилия, составляя 98 % его территории.
На протяжении большей части своей истории Сицилия имела важное стратегическое значение благодаря выгодному расположению на средиземноморских торговых путях.

## Физико-географическая характеристика

### Географическое положение
Расположен к югу от Апеннинского полуострова, от которого отделён Мессинским проливом; наименьшая ширина пролива составляет 3,5 км. Форма острова напоминает треугольник, благодаря чему остров называют Тринакрия (лат. trinacria — «трёхконечная»). Удобные бухты встречаются редко (главным образом на северо-западном и восточном побережьях).

### Рельеф
Береговая линия Сицилии обладает протяженностью около 1000 км; берега преимущественно крутые, слабоизрезанные, на севере острова — абразионные. Для местного пейзажа типичны большие перепады высот, поскольку на Сицилии преобладает гористый и холмистый рельеф. Вдоль северного берега (побережья Тирренского моря) протягивается система глубоко расчленённых горных хребтов и отдельных массивов Пелоритани, Неброди и Мадоние. Они образуют горную систему Сицилийские Апеннины, которая является структурным продолжением гор Апеннинского полуострова. Эти горные массивы сложены главным образом гнейсами, кристаллическими сланцами, филлитами; в строении гор Неброди значительную роль играет флиш, а гор Мадоние — известняки и доломиты. Центральная часть Сицилии занята низкогорьями и холмистыми возвышенностями, сложенными глинами, сланцами, мергелями; здесь находится небольшой горный массив, известный как Эрейские горы. Юго-восточную часть острова занимает известняковое закарстованное горное плато Иблейских гор. Равнинные участки занимают примерно 15 % территории острова и характерны для западного и восточного побережья острова; самая большая равнина — близ города Катания.
Блок острова Сицилия с архипелагом Липарских о-вов является южной границей Тирренского моря. Блок разбит разломами юго-западного и широтного направлений. В местах пересечения этих разломов проявился молодой вулканизм.

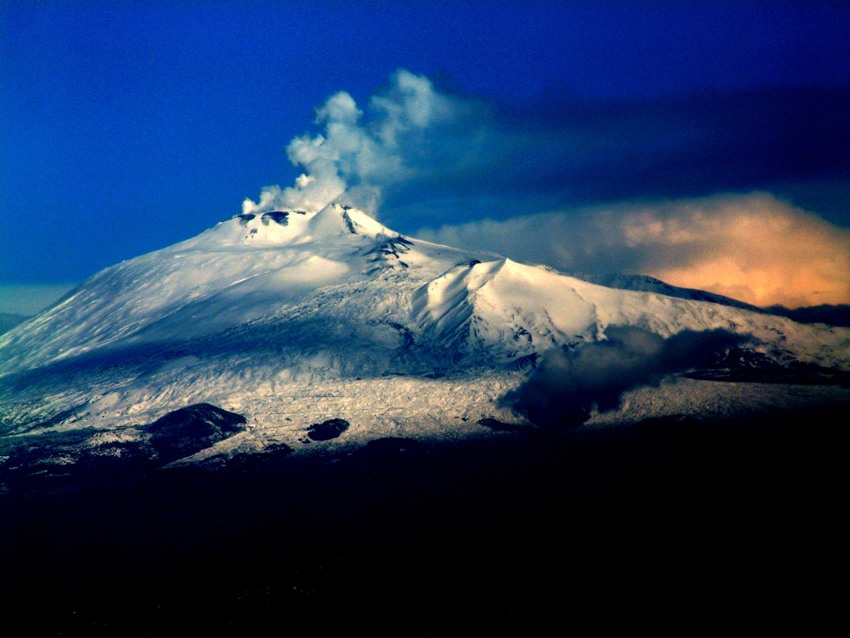
Вулкан Этна

На острове расположен действующий вулкан Этна высотой примерно 3329 метров. Он является самым высоким и самым активным вулканом Европы. Его высота не может быть определена точно, так как постоянно меняется в результате извержений и выброса шлаков. Этна — самая высокая гора Сицилии, она занимает территорию площадью 1250 квадратных километров. Высокая вулканическая активность Этны обусловлена тем, что вулкан расположен на стыке двух тектонических плит: Африканской и Евразийской. По этой же причине Сицилия является регионом с высоким уровнем сейсмической активности: на острове часто происходят землетрясения, в том числе очень разрушительные, такие как Сицилийское землетрясение 1693 года или Мессинское 1908 года.
Также на острове есть несколько потухших вулканов.

### Гидрография

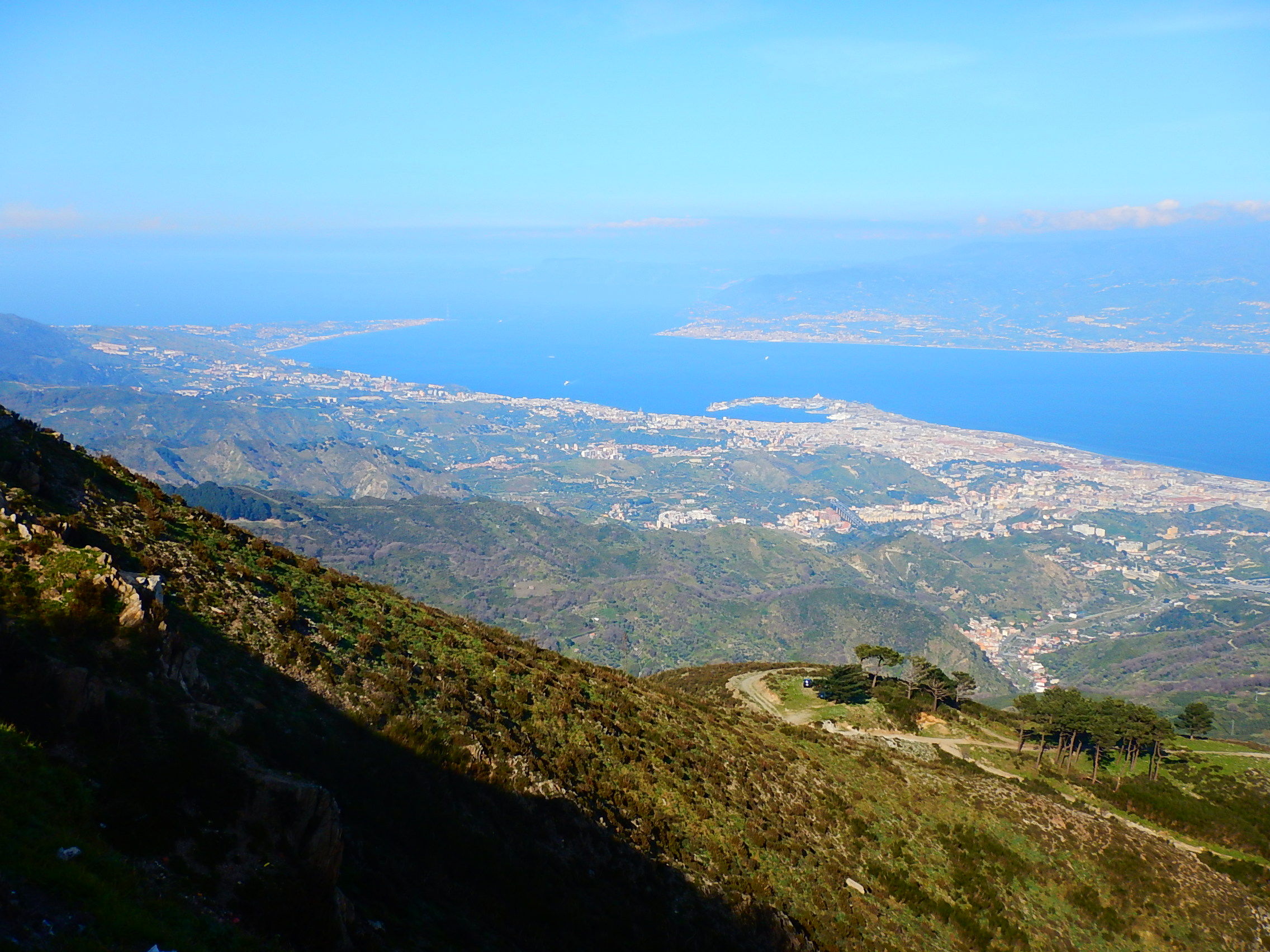
Мессинский пролив с горы Диннамаре, Пелоритани

Сицилия со всех сторон окружена водами Средиземного моря (северное побережье острова омывается Тирренским морем, которое является составной частью Средиземного). На острове находятся несколько рек, крупнейшие из которых — Сальсо (144 км) и Симето (113 км).
|                | \| Река \| Длина в км \| \| -------------- \| ---------- \| \| Сальсо \| 144 \| \| Симето \| 113 \| \| Беличе \| 107 \| \| Диттайно \| 105 \| \| Платани \| 103 \| \| Gornalunga \| 81 \| \| Джела \| 74 \| \| Salso Cimarosa \| 72 \| \| Torto \| 58 \| \| Ирминио \| 57 \| \| Дирилло \| 54 \| \| Вердура \| 53 \| \| Алькантара \| 52 \| \| Телларо \| 45 \| \| Анапо \| 40 \| |
| Река           | Длина в км |
| Сальсо         | 144 |
| Симето         | 113 |
| Беличе         | 107 |
| Диттайно       | 105 |
| Платани        | 103 |
| Gornalunga     | 81 |
| Джела          | 74 |
| Salso Cimarosa | 72 |
| Torto          | 58 |
| Ирминио        | 57 |
| Дирилло        | 54 |
| Вердура        | 53 |
| Алькантара     | 52 |
| Телларо        | 45 |
| Анапо          | 40 |

### Климат
Климат Сицилии — типично средиземноморский, с жарким летом и короткой мягкой зимой. Количество солнечных часов в среднем достигает 2500 в год в то время, как в континентальной Италии — 2000, а на юге Франции — 1800. Годовая норма осадков на равнинах составляет 400—600 мм в год, в горах — 1200—1400 мм в год. Осадки выпадают преимущественно в зимние месяцы — с октября по март; летом отмечается засуха продолжительностью 3—5 мес, во время которой большая часть рек пересыхает.
Существует заметная разница температур между побережьем и внутренней частью острова: на прибрежных равнинах средняя температура января 11—12 °С, июля 27—28 °С (максимальная до 45 °С), в горах соответственно 4—8 °С и 20—24 °С. Температура воды колеблется между +16 °C зимой и +27 °C летом. Вершина Этны около девяти месяцев в году покрыта снегом.
| Город   | Высота над уровнем моря (м) | Средняя температура, °C | Средняя температура летом, °C | Средняя температура зимой, °C | Годовая норма осадков (мм) | Кол-во дождливых дней |
| Энна    | 964                         | 15,6                    | 23,3                          | 4                             | 358                        | 69                    |
| Мессина | 54                          | 21,8                    | 26,5                          | 11,5                          | 709                        | 109                   |
| Трапани | 14                          | 18,9                    | 23,9                          | 9,7                           | 446                        | 88                    |

## Растительный мир
Дикорастущая растительность соответствует климату: на острове преобладает средиземноморская кустарниковая растительность типа маквиса (в северной части), гариги (на юге), степная (во внутренних районах). Леса занимают менее 4 % территории острова и находятся преимущественно на горных склонах. До высоты 1300—1500 метров в их составе встречаются каменный и пробковый дуб, каштан, граб; выше бук. На высоте более 2100 метров на склонах Этны сосновые леса замещаются колючими кустарниками — барбарисом, можжевельником, астрагалами. Выше 2800 метров растительность практически отсутствует.
На острове с давних пор выращиваются культурные растения (цитрусовые, виноград, пальмы, кактусы опунция). На Сицилии около 650 тысяч гектаров отведено под посевное сельское хозяйство; наиболее важным является производство злаковых. В больших количествах выращиваются оливы, что обеспечивает производство масла. Развит сектор культивации редких цветов — таких, как например орхидеи.

## История
Первые следы человека на территории Сицилии относятся к эпохе палеолита. В античное время Сицилия была колонизирована поселенцами из Карфагена и греками, начиная с VII столетия до н. э. Около 735 года до н. э. коринфяне основали город Сиракузы — наиболее значительную греческую колонию на Сицилии. В III веке до н. э. остров стал ареной соперничества между Карфагеном и Римской республикой. В 241 году до н. э. Сицилия стала первой римской провинцией, житницей Рима. В 241 году до н. э.—440 году н. э. Сицилия — была римской провинцией. В эпоху раннего Средневековья Сицилия находилась в руках вандалов (V в.), остготов (VI в.), Византии (с 535 года), арабов — с 888 года. В XI веке Сицилию завоевали норманны.
В XII—XIII веках остров Сицилия являлся частью Сицилийского королевства, во главе которого стояли династии Отвилей, Гогенштауфенов, Анжу-Сицилийский дом. По Утрехтскому миру 1713 Сицилия отошла к Савойскому герцогству, по Лондонскому договору 1720 года закреплена за Австрией. С 1735 по 1860 год Сицилией правили Бурбоны из Неаполя (Королевство обеих Сицилий). В 1860 году с острова Сицилия Дж. Гарибальди со своей «Тысячей» начал объединение Италии. Во время Второй мировой войны Сицилия, благодаря своему географическому положению, являлась стратегически важной базой немецких и итальянских войск для действий в Средиземноморском регионе. В 1943 году остров был захвачен войсками антигитлеровской коалиции и стал плацдармом для наступления войск союзников на Апеннинский полуостров.
В 1947 году Сицилия получила областную автономию.

## В астрономии
В честь Сицилии назван астероид (1258) Сицилия, открытый 8 августа 1932 года немецким астрономом Карлом Райнмутом в Гейдельбергской обсерватории.